# Petko Siràkov
Petko Siràkov (búlgar: Петко Сираков)  (Valtxi Dol, 16 de febrer de 1929 - Sofia, 8 d'abril de 1996) va ser un lluitador búlgar que va competir durant la dècada de 1950. Combinà la lluita grecoromana i la lluita lliure. Era el pare del futbolista Nasko Siràkov.
El 1956 va prendre part en els Jocs Olímpics d'Estiu de Melbourne, on guanyà la medalla de plata en la competició del pes semi pesat del programa lluita grecoromana.
En el seu palmarès també destaquen dues medalles al Campionat del Món de lluita en estil lliure, d'or el 1957 i de plata el 1959 i una de plata a la Copa del Món de lluita de 1956 en estil grecoromana.